# Carl-Johan Franck
Carl-Johan "Calle" Franck (ibland skrivet Frank), född 21 februari 1922,, död 21 oktober 2014, var en svensk fotbollsspelare (anfallare) som under flera säsonger spelade i Allsvenskan och där blev skyttekung år 1949.

## Karriär
Franck bytte sommaren 1947 klubb från Hörby BoiF till Hälsingborgs IF (dåtidens stavning) för spel i Allsvenskan. Där spelade han sedan under fyra år, de två sista ganska sporadiskt. Den största framgången under tiden i klubben blev personlig: som allsvensk skyttekung 1949 med 19 mål. Franck, och HIF, var dock nära att bärga ett allsvenskt guld. Detta då man i de sista omgångarna av Allsvenskan i maj 1949 spelade 1-1 mot Landskrona BoIS på Olympia. Franck, som i matchen redan gjort ett mål, hade ytterligare en boll över linjen som dock grävdes ut av BoIS-målvakten - något som erkändes av bortalagets vänsterback Axel Nilsson efter matchen.
Trots skyttetiteln fick Franck aldrig göra någon landskamp. Närmast var det 1949 då han var uttagen som reserv till en VM-kvalmatch mot Irland men på grund av en hjärnskakning tvingats tacka nej.

## Meriter

### Individuellt
- Skyttekung i Allsvenskan 1948/49, 19 mål

### Webbsidor
- Lista på landskamper, svenskfotboll.se, läst 29 januari 2013
- Familjesidan med dödsdatum